# Burg Pürnstein
Die Burg Pürnstein ist eine der besterhaltenen Wehranlagen in Oberösterreich. Sie liegt im Mühlviertel in der Nähe von Neufelden hoch über der Großen Mühl und steht unter Denkmalschutz (Listeneintrag).

## Geschichte
Im Jahr 1010 wird erstmals eine Wehranlage als bischöfliche Burg der Passauer an der Stelle erwähnt. Der erste dokumentierte Besitzer war Alram de birchenstaine im Jahr 1170, ein Ministeriale der Blankenberger. Im 13. Jahrhundert gelangt die Burg von den Rosenberger 1231 in den Besitz des Hochstiftes Passau. Die Bischöfe haben die Burg durch Burggrafen verwalten lassen, mussten sie aber aus Geldnot oft verpfänden.
Von 1309 bis 1311 wurde Jakob de Strachner als Lehensnehmer genannt. 1337 verkaufte Hans von Kapellen die Burg an Dietrich von Harrach. 1344 ging die Burg an Ulrich III. von Tannberg. Um 1402 war die Burg ein Lehen von Passau und zwischen 1437 und 1451 wohnte der passauischer Pfleger Erhard Marschalk dort.
Spätestens 1455 erlangen die Starhemberger die Burganlage und erweiterten sie als die heute noch bestehende Obere oder Neue Burg. Dabei wurde ein großer Teil der alten Burganlage abgetragen und eine völlig neue Festungsanlage aus einem Guss erbaut, die letzte Burg oder das erste Schloss. Am 20. Juli 1449 wurde die Burgkapelle geweiht. Teile der Ruinen der ursprünglichen Wehranlage sind ebenfalls bis heute erhalten geblieben. 1493 vermachte der Passauer Domherr Balthasar von Starhemberg Burg und Herrschaft Pürnstein seinem Vetter Gregor von Starhemberg. 1526 war Pürnstein eine Fluchtburg vor den Türken, bevor sie 1572 an Lienhard von Harrach verkauft wurde. 1611 kaufte Karl Jörger die Burg, 1621 schenkte Kaiser Ferdinand II. nach der Enteignung der Jörger einen Teil des Schlosses an den Grafen Leonhand von Harrach. Der Bischof von Passau Leopold Wilhelm von Österreich forderte die Burg jedoch zurück, da sie ein Passauer Lehen war. 1660 wurde die Burg an den Gemeinsekretär des Passauer Bischofs verpfändet. 1681 wurde die Burg von Johann Maximilian Steiner von Plainfelden ausgelöst. 1774 wurde unter Kardinal Firmian von Passau ein Zubau errichtet, das Burgtor wurde erneuert.

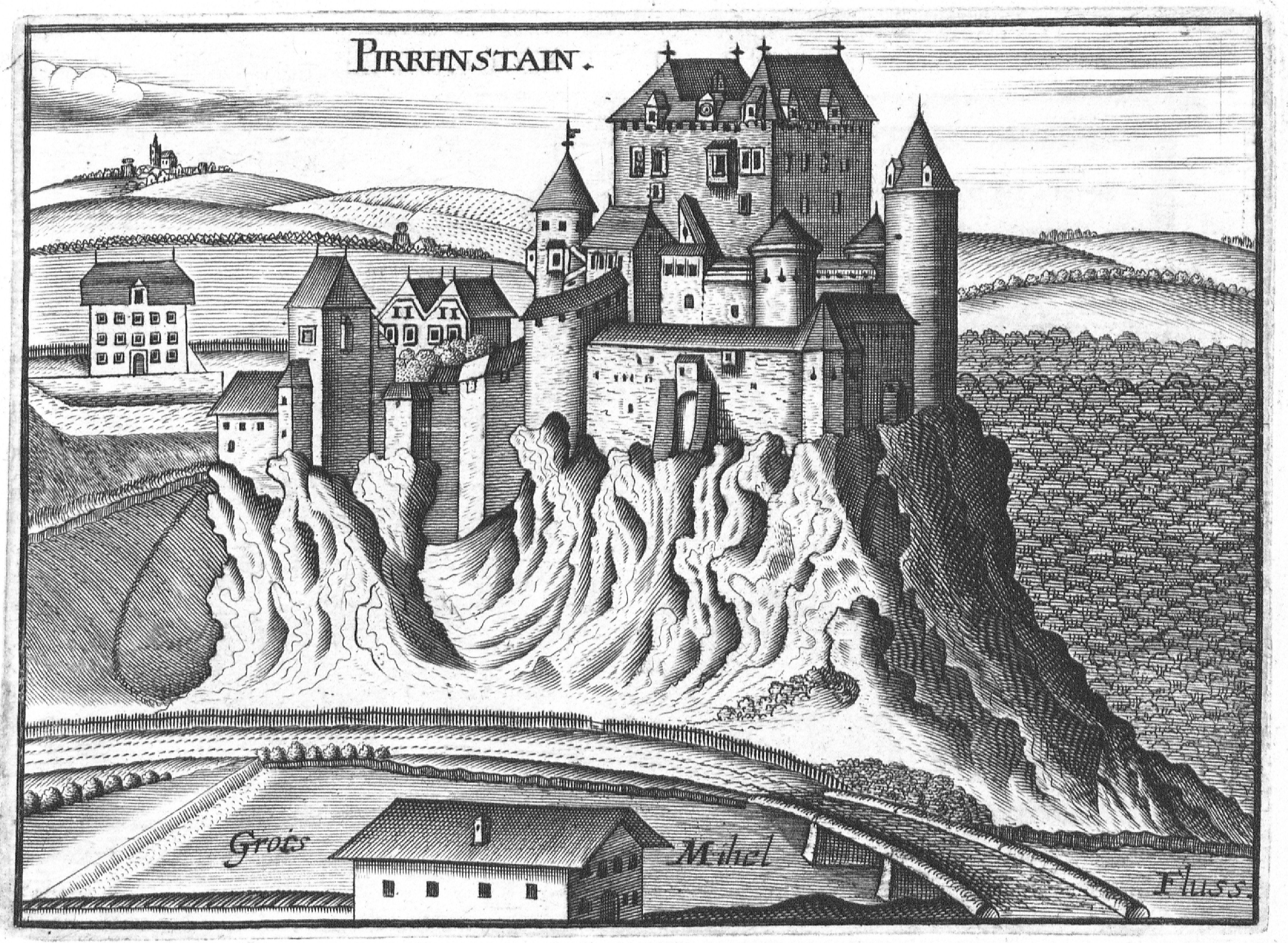
Burg Pürnstein nach einem Stich von Georg Matthäus Vischer von 1674

1782 kam Pürnstein durch einen Vertrag an Österreich, Ende 1802 verlor das Bistum Passau die weltlichen Besitzungen, somit auch Pürnstein. Im 19. Jahrhundert wechselten die Besitzverhältnisse öfters, ab 1813 war die Burg in Besitz von Michael Planck von Planckburg, ab 1818 besaß sie Bruder Franz, ab 1828 Johann Freiherr von Bartenstein, danach war der Großindustrielle Carl Christian Müller der Besitzer. Ein Brand am 7. September 1866 zerstörte die gesamte Inneneinrichtung mit allen hölzernen Teilen und den Dachstuhl der inneren Burganlage, nur die Kapelle blieb verschont. Als Ursache wird Brandstiftung angegeben. Teile der später hinzugefügten Bebauung, großteils aus dem 17. und 18. Jahrhundert sind jedoch auch heute noch bewohnbar.
1883 schenkte Carl Müller die Burg seiner Tochter Ida. Zwischen 1880 und 1958 war Pürnstein im Besitz von Margarete Reichner, danach war Karl Reichner (Urenkel von Gustav Müller) der Besitzer. Die Burg ist vom Verfall bedroht, 1958 wurde mit einer gründlichen Restaurierung begonnen. Die derzeitige Eigentümerin und der Verein zur Erhaltung der Burg Pürnstein kümmern sich um Erhaltung und Renovierung der Burganlage.

Burg Pürnstein
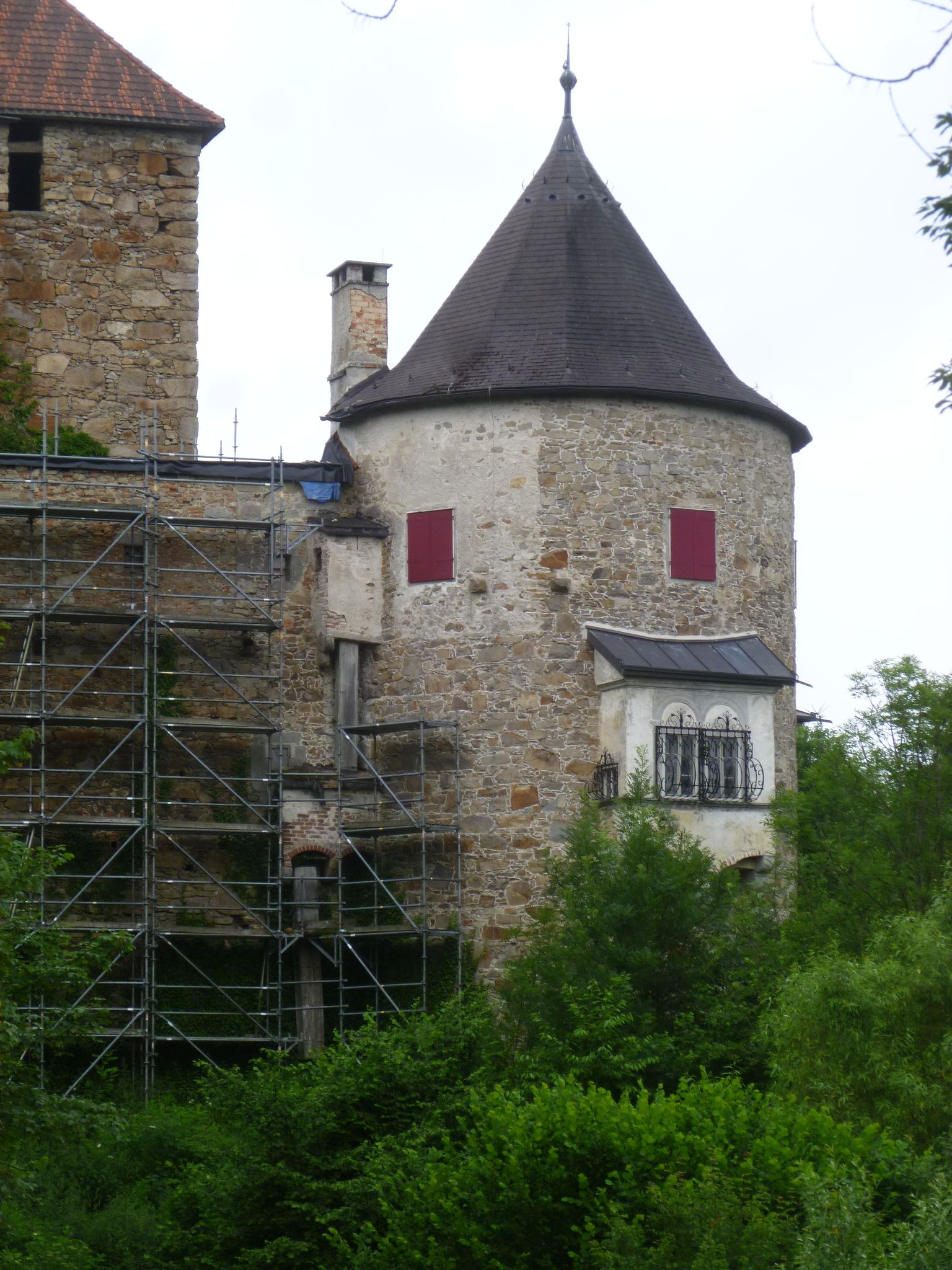
Burg Pürnstein
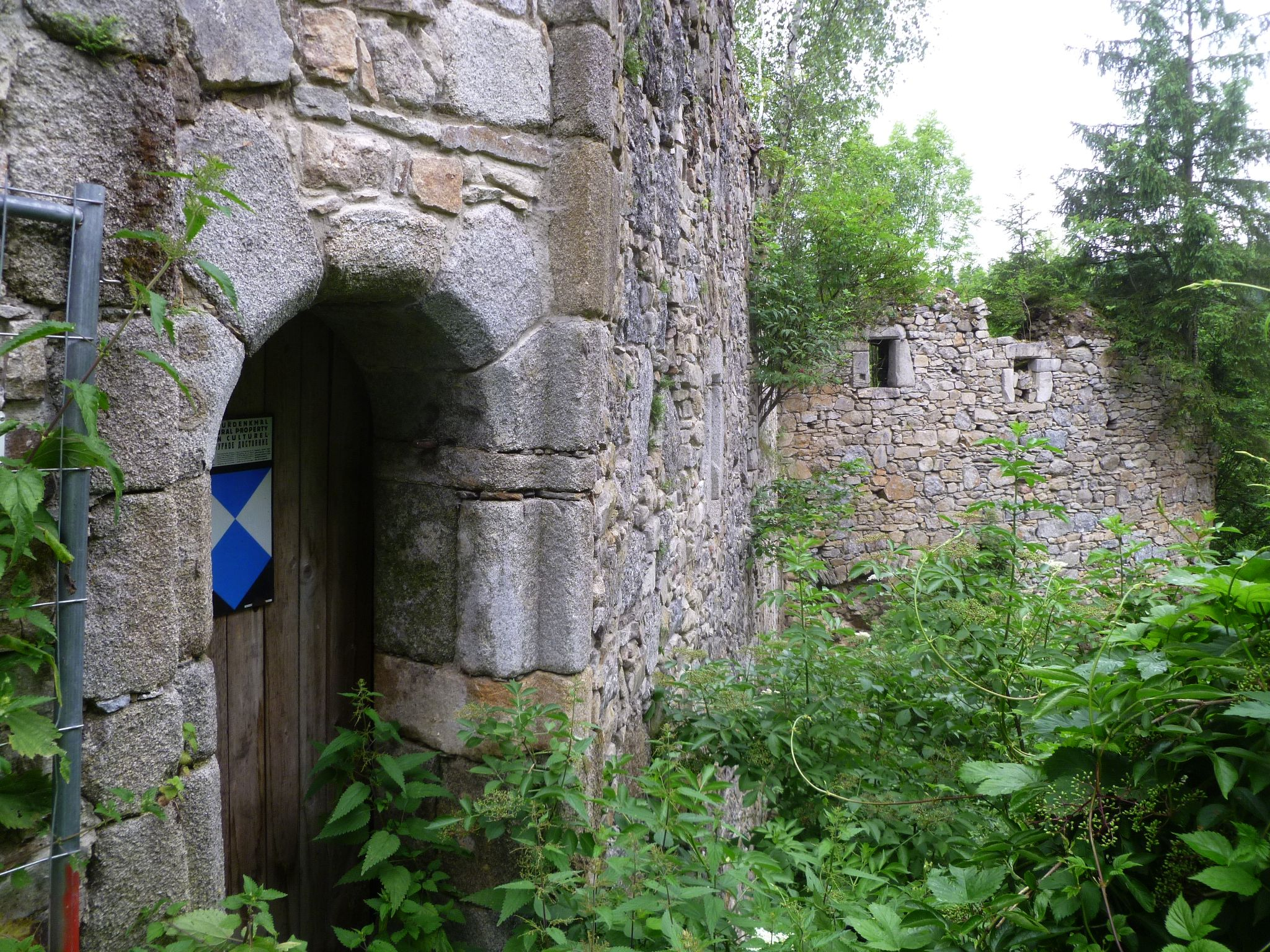
Burg Pürnstein: Unteres Zugangstor
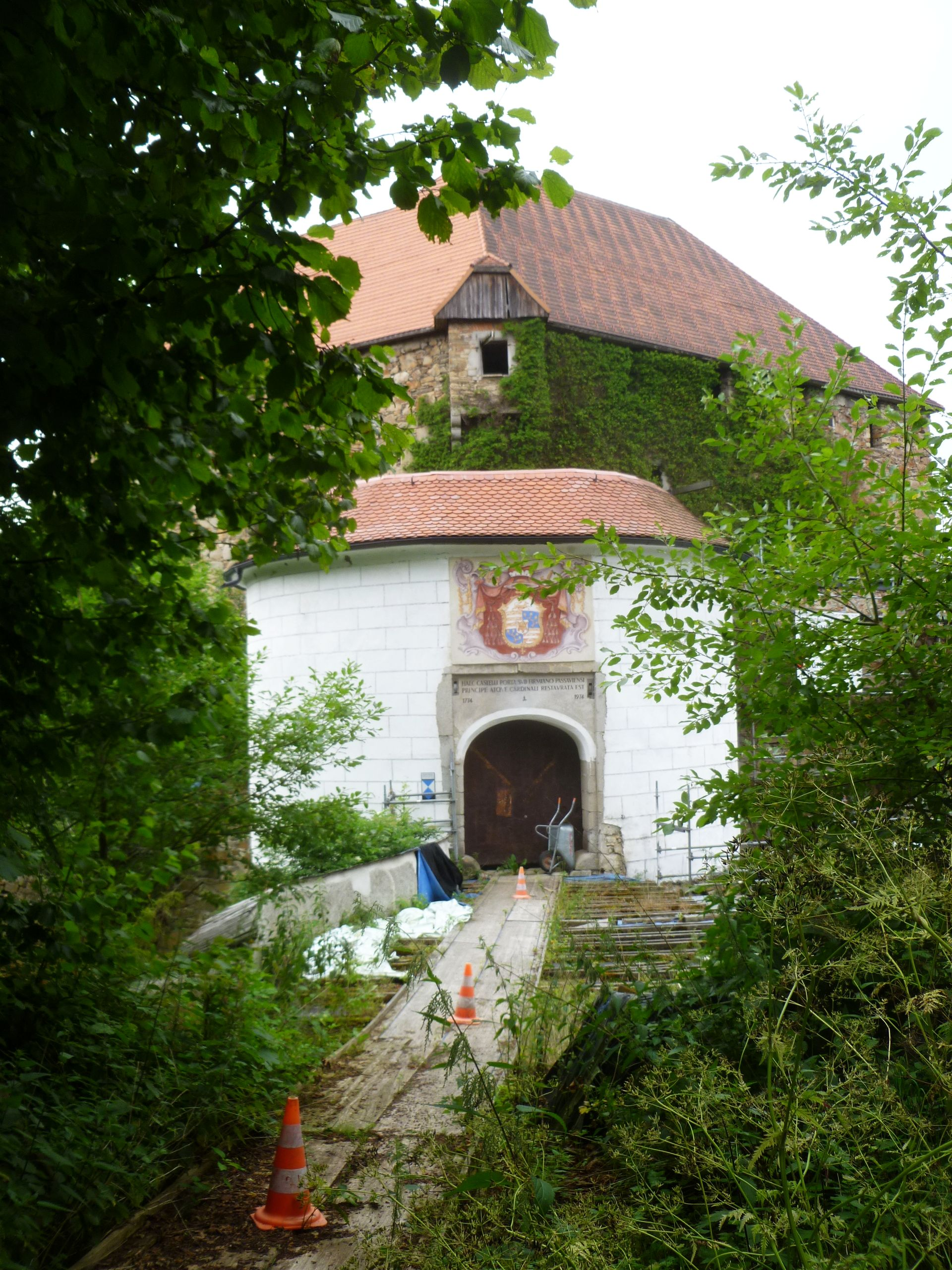
Burg Pürnstein: Zugang
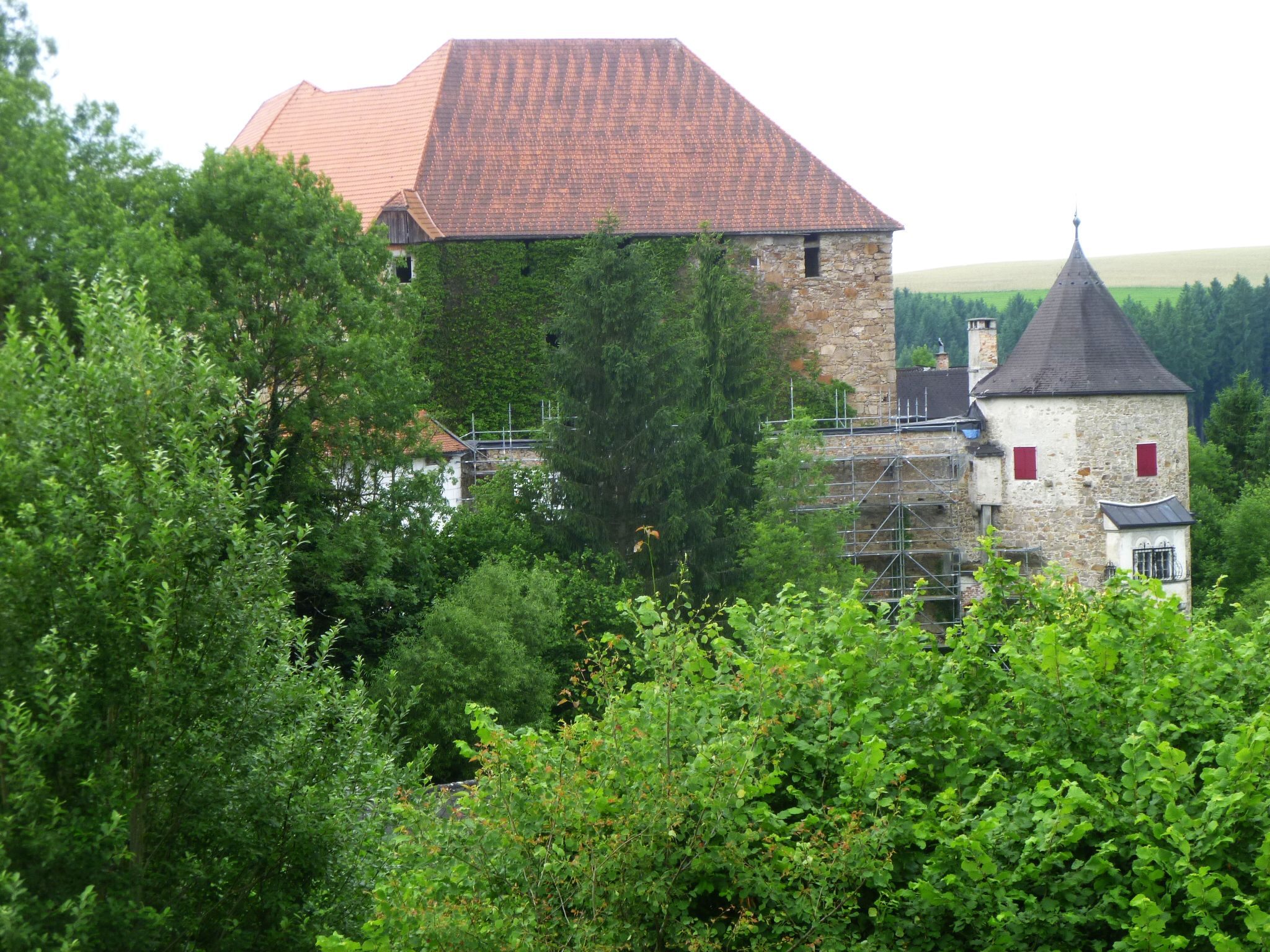
Burg Pürnstein: Oberburg mit Turm

## Aufbau

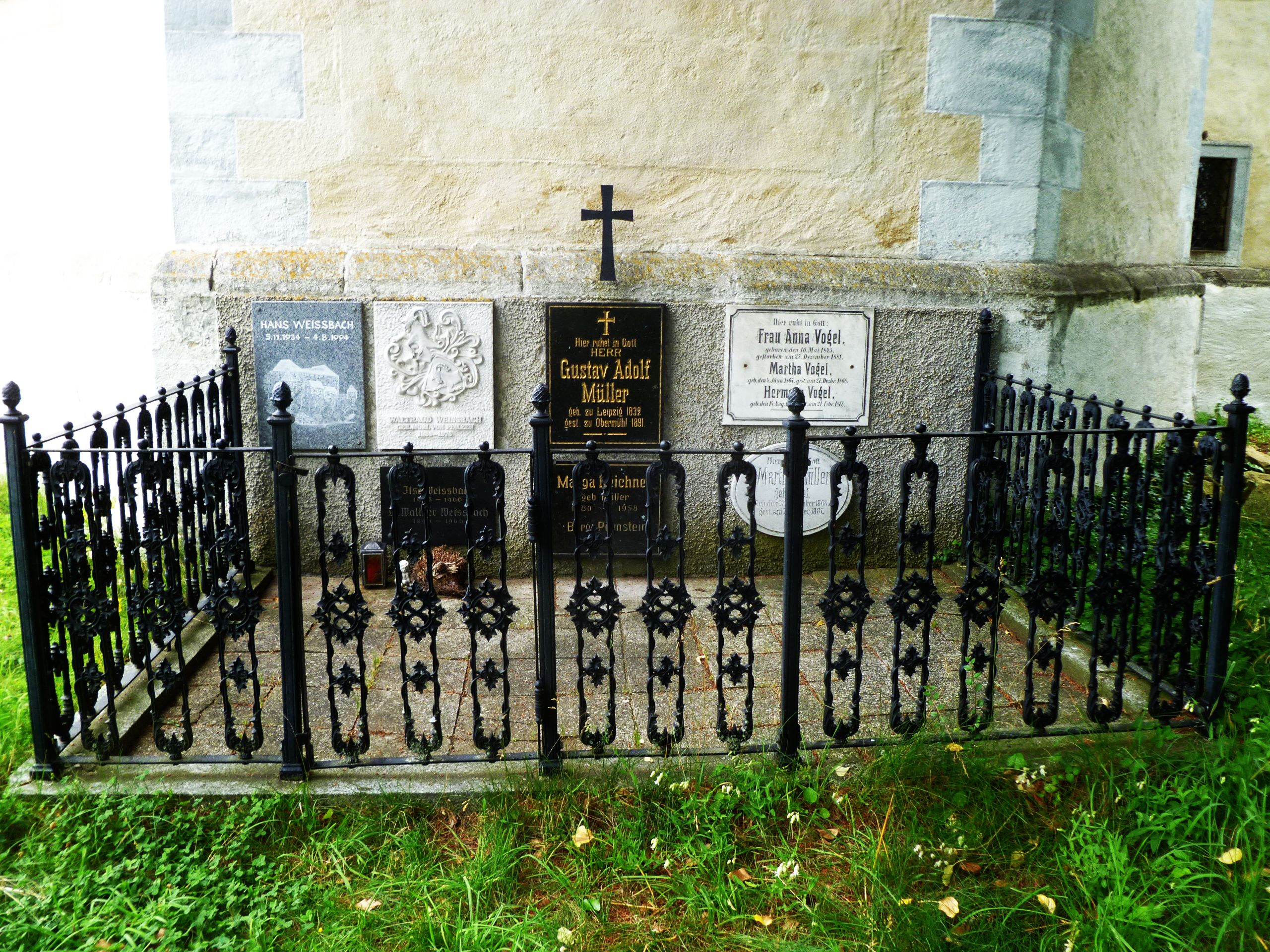
Epitaphien der Besitzer von Pürnstein an der Katholischen Filialkirche hl. Anna in Steinbruch

Die Felsenburg liegt auf einem nach Nord und West steil abfallenden Terrain. Die großzügige Anlage besitzt fünf Halbrundtürme. Durch das Haupttor gelangt man in die Vorburg. Die Hauptburg erreicht man durch das obere Burgtor. Die Hauptburg ist eine große, sechseckige Wohnburg. Der Burghof misst 17 × 13,5 Meter.
Im zentralen Palas befinden sich der Rittersaal, Wohnräume, Küche, Kapelle sowie der Burginnenhof. Der Palas ist umgeben von einer Wehrmauer mit fünf Türmen. Die Dicke der Mauern beträgt bis zu sechs Meter.
In Steinbruch, einem Ortsteil von Neufelden, befinden sich an der Außenmauer der Filialkirche hl. Anna die Epitaphien mehrerer Burgbesitzer von Pürnstein (Marga Reichner, Gustav Adolf Müller, Familie Weissbach).